# میکائیل کریتیان بصیر
میکائیل کریتیان بصیر (عربی: ميكائيل كريتيان بصير؛ زاده ۱۰ ژوئیهٔ ۱۹۸۴) یک بازیکن فوتبال اهل فرانسه است.
وی همچنین در تیم ملی فوتبال مراکش بازی کرده است.